# Лятково (Поморське воєводство)
Лятково (пол. Latkowo) — село в Польщі, у гміні Старий Дзежґонь Штумського повіту Поморського воєводства.
Населення — 85 осіб (2011).
У 1975-1998 роках село належало до Ельблонзького воєводства.

## Демографія
Демографічна структура станом на 31 березня 2011 року:
|          | Загалом | Допрацездатний вік | Працездатний вік | Постпрацездатний вік |
| -------- | ------- | ------------------ | ---------------- | -------------------- |
| Чоловіки | 43      | 9                  | 28               | 6                    |
| Жінки    | 42      | 13                 | 23               | 6                    |
| Разом    | 85      | 22                 | 51               | 12                   |